# Пузырёв, Александр Владимирович
Алекса́ндр Влади́мирович Пузырёв (род. 30 июля 1952) — российский лингвист, психолингвист, практикующий психолог. Доктор филологических наук, кандидат психологических наук. профессор.

## Биография
В 1973 году окончил Пензенский государственный педагогический институт по специальности «учитель русского языка и литературы», в 2004 — Мордовский университет по специальности «практический психолог». Практикующий психолог (с 2004).
Кандидат филологических наук (Москва, 1981; спец. 10.02.01 — русский язык, диссертация «Собственные имена в поэтической речи»), доктор филологических наук (Саратов, 1995; спец.: 10.02.01 — русский язык; 10.02.19 — общее языкознание, социолингвистика, психолингвистика; современное наименование — теория языка, диссертация «Анаграммы как явление языка. Опыт системного осмысления»), кандидат психологических наук (Москва, 2015; спец. 19.00.05 — социальная психология; психологические науки), профессор (1996 г.).
Ассистент, старший преподаватель, доцент, профессор кафедры русского языка Пензенского гос. пед. университета (1974—2005). Заведующий кафедрой психологии Пензенского гос. пед. университета (1998—2004).
Заведующий кафедрой лингвострановедения и коммуникации Ульяновского государственного университета (2005—2014).
Профессор кафедры психологии, дефектологии и социальной педагогики Государственного образовательного учреждения высшего образования Московской области «Государственный гуманитарно-технологический университет» (2014—2018). В декабре 2015 года защитил кандидатскую диссертацию на тему «Установка болеть как социально-психологическое явление»; специальность: 19.00.05 — социальная психология (психологические науки).
Профессор кафедры кафедры гуманитарных и психолого-педагогических дисциплин Покровского филиала Московского педагогического государственного университета (с 2018).

## Научная деятельность
Автор более 260 научных работ, в том числе 4-х монографий.
Под руководством А. В. Пузырёва защищено 18 кандидатских диссертаций по специальностям 10.02.01 и 10.02.19.
Совместно с учёными Института языкознания, Института русского языка и Института психологии РАН организовал и провёл — с публикацией материалов к началу проведения — 29 всесоюзных, всероссийских и международных конференций, в том числе 18 конференций под общим названием «Язык и мышление: Психологические и лингвистические аспекты».
Организовал и осенью 2004 г. возглавил диссертационный совет КР 212.185.35 при Пензенском государственном педагогическом университете им. В. Г. Белинского.
Действительный член Международной Академии психологических наук (МАПН).

## Труды и публикации
- Пузырёв А. В. О необходимости разграничения опорных и ключевых элементов текста при его филологическом анализе // Язык и мышление: Психологический и лингвистический аспекты. Материалы 6-й Всероссийской научной конференции (Ульяновск, 17-20 мая 2006 г.) / Отв. ред. проф. А. В. Пузырев. — М.; Ульяновск: Институт языкознания РАН; Ульяновский государственный университет, Институт международных отношений, 2006. — С. 181—193.[4]
- Пузырёв А. В. К вопросу о тематической классификации русских и английских пословиц о здоровье и заболеваниях // Язык и мышление: Психологические и лингвистические аспекты: Материалы XIV-й Международной научной конференции (Ульяновск, 13-16 мая 2014 г.) / Отв. ред. проф. А.В. Пузырёв. М.: Ин-т психологии РАН, Ин-т языкознания РАН, Институт русского языка РАН; Ульяновск: Ульяновский гос. ун-т, 2014. С. 36-41. (В соавторстве: Т. В. Кондратьева).[5]
- Пузырёв А. В., Шадрина Е. У. Теория анаграмм Ф. де Соссюра в изложении Ж.Старобинского // Актуальные проблемы психологии, этнопсихолингвистики и фоносемантики: Материалы Всероссийской конференции (Пенза, 8 — 11 декабря 1999 г.). М.; Пенза: Институт психологии и Институт языкознания РАН; ПГПУ им. В. Г. Белинского, 1999. С. 170—184.[6]
- Пузырёв А. В. Педагогические и методические аспекты использования универсальной схемы научного исследования в практике преподавания современного русского языка // Язык и мышление: Психологический и лингвистический аспекты. Материалы 5-й Всероссийской научной конференции (Пенза, 11-14 мая 2005 г.) / Отв. ред. проф. А. В. Пузырев. — М.; Пенза: Институт языкознания РАН; ПГПУ имени В. Г. Белинского; Администрация г. Пензы, 2005. — С. 205—211.[7]
- Пузырёв А. В. Понятие о семи уровнях манипуляций // Язык и мышление: Психологический и лингвистический аспекты. Материалы 5-й Всероссийской научной конференции (Пенза, 11-14 мая 2005 г.) / Отв. ред. проф. А. В. Пузырев. — М.; Пенза: Институт языкознания РАН; ПГПУ имени В. Г. Белинского; Администрация г. Пензы, 2005. — С. 88-94.[8]
- Пузырёв А. В. Об одной из важнейших проблем психологии, не вошедших в вузовские учебники // Язык и мышление: Психологический и лингвистический аспекты. Материалы 6-й Всероссийской научной конференции (Ульяновск, 17-20 мая 2006 г.) / Отв. ред. проф. А. В. Пузырев. — М.; Ульяновск: Институт языкознания РАН; Ульяновский государственный университет, Институт международных отношений, 2006. — С. 85-100.[9]
- Пузырёв А. В., Киселёва Л. М. О степени психологических выгод заболеваний и осознавания этих выгод у гуманитариев и будущих врачей // Язык и мышление: Психологические и лингвистические аспекты. Материалы IX-й Международной научной конференции (Ульяновск, 13-16 мая 2009 г.) / Отв. ред. проф. А. В. Пузырёв. — М.; Ульяновск: Институт языкознания РАН; Ульяновский государственный университет, 2009. — С. 58-65.[10]
- Пузырёв А. В. О методике определения социально-психологических установок массовых песен // Язык и мышление: Психологические и лингвистические аспекты. Материалы IX-й Международной научной конференции (Ульяновск, 13-16 мая 2009 г.) / Отв. ред. проф. А. В. Пузырёв. — М.; Ульяновск: Институт языкознания РАН; Ульяновский государственный университет, 2009. — С. 94-99.[11]
- Пузырёв А. В. О психологической выгоде личности // Язык и мышление: Психологические и лингвистические аспекты. Материалы XI-й Международной научной конференции (Ульяновск, 11-14 мая 2011 г.) / Отв. ред. проф. А. В. Пузырёв. — М.; Ульяновск: Институт языкознания РАН; Ульяновский государственный университет, 2011. — С. 87-96.[12]
- Пузырёв А. В. Некоторые проблемы психологии литературного творчества // Язык и мышление поэта и писателя: Психологические и лингвистические аспекты: Материалы XIII-й Международной научной конференции (Ульяновск, 15-18 мая 2013 г.) / Отв. ред. проф. А.В. Пузырёв. М.: Ин-т языкознания РАН, Институт русского языка РАН; Ульяновск: Ульяновский гос. ун-т, 2013. С. 72-100.[13]
- Пузырёв А. В. Законы судьбы в аспекте пирамиды установок (на материале сериала «Игра престолов») // Язык и мышление: Психологические и лингвистические аспекты: Материалы XIV-й Международной научной конференции (Ульяновск, 13-16 мая 2014 г.) / Отв. ред. проф. А.В. Пузырёв. М.: Ин-т психологии РАН, Ин-т языкознания РАН, Институт русского языка РАН; Ульяновск: Ульяновский гос. ун-т, 2014. С. 101—113. (В соавторстве: И. С. Гуренко, Е. В. Чанаева).[14]
- Пузырёв А. В. Психотипические особенности политических лидеров Второй мировой войны // Язык и мышление: Психологические и лингвистические аспекты: Материалы XIV-й Международной научной конференции (Ульяновск, 13-16 мая 2014 г.) / Отв. ред. проф. А.В. Пузырёв. М.: Ин-т психологии РАН, Ин-т языкознания РАН, Институт русского языка РАН; Ульяновск: Ульяновский гос. ун-т, 2014. С. 146—167. (В соавторстве: Ек. П.Борисова, Н. А. Жуплатова, А. Г. Морозова, Ек. А.Шишкина).[15]
- Пузырёв А. В. Современность психолингвистики // Язык — сознание — культура — социум: Сборник докладов и сообщений международной научной конференции памяти проф. И. Н. Горелова. — Саратов: Издательский центр «Наука», 2008. — С. 79-85.[16]

Полный список публикаций А. В. Пузырёва

## Награды
- 2001 год — почётный работник высшего профессионального образования РФ;
- 2002 год — почётная грамота Министерства общего и профессионального образования РФ